# Safe & Sound
Safe & Sound è una canzone della cantante statunitense country pop Taylor Swift in collaborazione con il duo folk statunitense The Civil Wars, pubblicata il 23 dicembre 2011 come singolo promozionale per la colonna sonora del film Hunger Games, in uscita a marzo 2012. Il brano è stato scritto dalla stessa Taylor Swift con Joy Williams e John Paul White e prodotto da T-Bone Burnett.

## Successo commerciale
Il singolo è entrato alla diciannovesima posizione della classifica digitale statunitense vendendo 136 000 copie digitali in due soli giorni. Ciò gli ha favorito di entrare alla trentesima posizione della Billboard Hot 100. In Canada è invece entrato alla trentacinquesima posizione ed è salito alla trentatreesima la settimana successiva.
Nei primi sei mesi del 2012, il singolo ha venduto 928 000 copie sul suolo statunitense.

## Tracce
Download digitale
1. Safe & Sound - 4:01

## Classifiche
| Classifica (2012) | Posizione massima |
| ----------------- | ----------------- |
| Australia         | 38                |
| Canada            | 31                |
| Nuova Zelanda     | 11                |
| Stati Uniti       | 19                |

## Safe & Sound (Taylor's Version)
In seguito alla controversia con la sua precedente casa discografica e la vendita dei master delle pubblicazioni precedenti al suo contratto con la Republic Records, Swift ha cominciato a ri-registrare tutta la sua discografia dal 2006 al 2019, includendo anche brani non inclusi in alcun album in studio. Ogni reincisione presenta la dicitura Taylor's Version nel titolo, per distinguerla dall'incisione originale e quindi dal master non di proprietà della cantautrice.
Il 16 marzo 2023, alla vigilia dell'inizio del The Eras Tour, è stata annunciata la pubblicazione della re-incisione di Safe & Sound, prevista per il giorno successivo. Il brano è stato pubblicato sulle piattaforme di streaming il 17 marzo 2023, in una breve compilation esclusiva in digitale intitolata The More Red (Taylor's Version) Chapter. Per l'occasione, i due membri dei The Civil Wars (Joy Williams e John Paul White) sono tornati a collaborare, accreditati separatamente piuttosto che con il nome della band disciolta.

### Tracce
1. Safe & Sound (feat. Joy Williams and John Paul White) (Taylor's Version) – 3:59 (John Paul White, Joy Williams, T Bone Burnett, Taylor Swift)